# Thelomma californicum
Thelomma californicum är en lavart som först beskrevs av Edward Tuckerman, och fick sitt nu gällande namn av Tibell. Thelomma californicum ingår i släktet Thelomma och familjen Physciaceae.   Inga underarter finns listade i Catalogue of Life.